# Аксель Генні
Аксель Генні (норв. Aksel Hennie; нар. 29 жовтня 1975, Осло, Норвегія) — норвезький актор, режисер.

## Біографія
Аксель Генні народився в Осло, Норвегія. У підліткові роки Аксель був членом банди на околиці Осло. Він хотів вивчати живопис, граффіті стало його візитною карткою. Після арешту підліток став вигнанцем та вирішив спрямувати свої творчі здібності у сценічне мистецтво. Після трьох невдалих спроб Аксель все ж таки вступив до Національної академії театрального мистецтва в Осло, яку закінчив у 2001. Після випуску був прийнятий до театру Варт, Молде та Нового театру Осло.

## Кар'єра
Першу головну роль у кіно Аксель отримав у стрічці «Джонні Ванг» у 2003. Того ж року вийшли з ним фільми «Вовче літо», «Друг». Наступного року Генні дебютував як режисер стрічки «Один», в якій він використав моменти із свого життя. Ця робота привернула увагу до Акселя та вивела на новий рівень. 
У 2008 Аксель виконав роль норвезького національного героя Макса Мануса у фільмі «Макс Манус: Людина війни». У 2011 вийшла стрічка про події під час Другої світової війни, актор виконав роль лейтенанта  Штайнара Мортенсона. Головного персонажа зіграв у кримінальному трилері «Мисливці за головами», який вийшов у тому ж році. У ролі дайвера актор з'явився у трилері «Першопроходець» (2013), зобразив на екрані Тідея у пеплумі  «Геркулес» (2014), астронавта Алекса Фогеля зіграв у  науково-фантастичному фільмі «Марсіянин» (2015). У 2016 оголосили, що Аксель Генні приєднався до акторського складу фільму «Частка Бога».

## Фільмографія

### Фільми
| Рік  | Назва                      | Оригінальна назва       | Роль              | Примітки  |
| ---- | -------------------------- | ----------------------- | ----------------- | --------- |
| 1998 | «Криваві янголи»           | 1732 Høtten             | Олаф              |           |
| 2003 | «Джонні Ванг»              | Jonny Vang              | Джонні Ванг       |           |
| 2003 | «Вовче літо»               | Ulvesommer              | Пол               |           |
| 2003 | «Друг»                     | Buddy                   | Гейр              |           |
| 2004 | «Плач у лісі»              | Den som frykter ulven   | Стефан            |           |
| 2004 | «Гаваї, Осло»              | Hawaii, Oslo            | Трюгве            |           |
| 2004 | «Один»                     | Uno                     | Девід             |           |
| 2008 | «Ланч»                     | Lønsj                   | Крістер           |           |
| 2008 | «Дзеркало загадок»         | I et speil i en gåte    | Аріель            |           |
| 2008 | «Курт звіріє»              | Kurt blir grusom        | Бад               | озвучення |
| 2008 | «Макс Манус: Людина війни» | Max Manus               | Макс Манус        |           |
| 2010 | «Доволі добра людина»      | En ganske snill mann    | Самі              |           |
| 2011 | «Епоха героїв»             | Age of Heroes           | Штайнар Мортенсон |           |
| 2011 | «Мисливці за головами»     | Headhunters             | Роджер Браун      |           |
| 2012 | «90 хвилин»                | 90 minutter             | Тронд             |           |
| 2013 | «Першопроходець»           | Pionér                  | Піттер            |           |
| 2014 | «Геркулес»                 | Hercules                | Тідей             |           |
| 2015 | «Останні лицарі»           | Last Knights            | Гіза Мотт         |           |
| 2015 | «Марсіянин»                | The Martian             | Алекс Фогель      |           |
| 2018 | «Парадокс Кловерфілда»     | The Cloverfield Paradox | Саша Волков       |           |
| 2020 | «Мала з характером»        | The Doorman             | Борз              |           |
| 2022 | «Безсмертний»              | Sisu                    | Бруно             |           |

### Серіали
| Рік  | Назва                             | Оригінальна назва          | Роль         | Примітки               |
| ---- | --------------------------------- | -------------------------- | ------------ | ---------------------- |
| 2007 |                                   | Torpedo                    | Себастьян    | міні-серіал; 4 епізоди |
| 2008 | «Інспектор і море»                | Der Kommissar und das Meer | Стефан Фальк | 1 епізод               |
| 2014 | «24 години: Проживи ще один день» | 24: Live Another Day       | Карл Раск    | 1 епізод               |
| 2016 | «Нобель: Мир будь-якою ціною»     | Nobel                      | Ерлінг Рісер | 8 епізодів             |